# 安伏镇
安伏镇，是中华人民共和国甘肃省天水市秦安县下辖的一个乡镇级行政单位。
2015年10月9日，甘肃省民政厅批复同意撤销安伏乡，设立安伏镇。

## 行政区划
安伏镇下辖以下地区：
安伏村、剪湾村、安川村、刘洼村、伏洼村、龚川村、刘沟村、沟门村、杨寺村、麻湾村、姬洼村、伏湾村、杜岘村、陈河村、新湾村、朱峡村、姬峡村、阳山村、大庄村、杜湾村、宋湾村、李河村、杨峡村和魏峰村。